# Teremia Mare

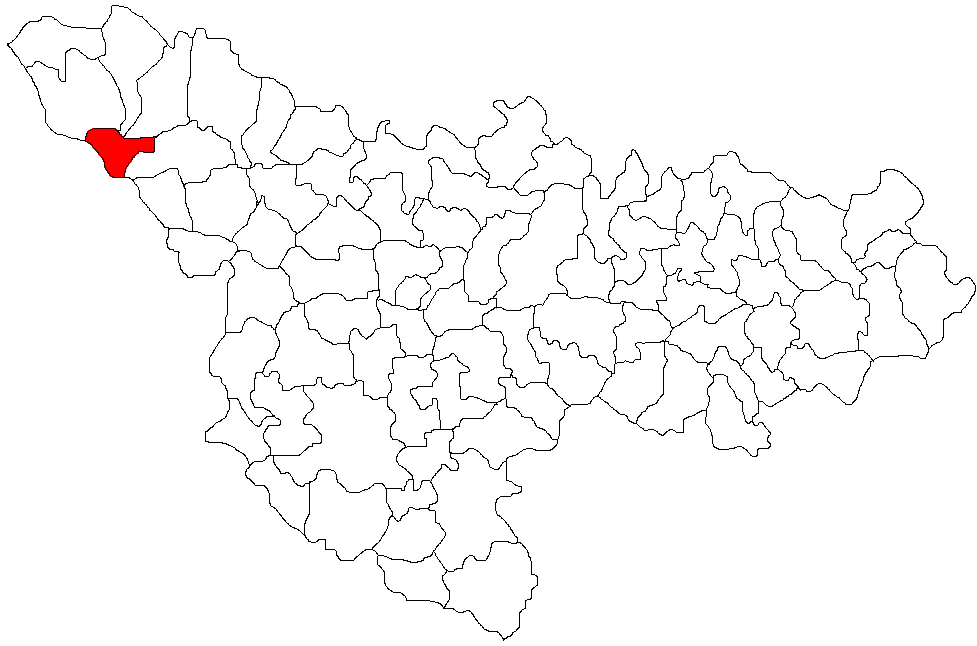
Lage der Gemeinde Teremia Mare im Kreis Timiș

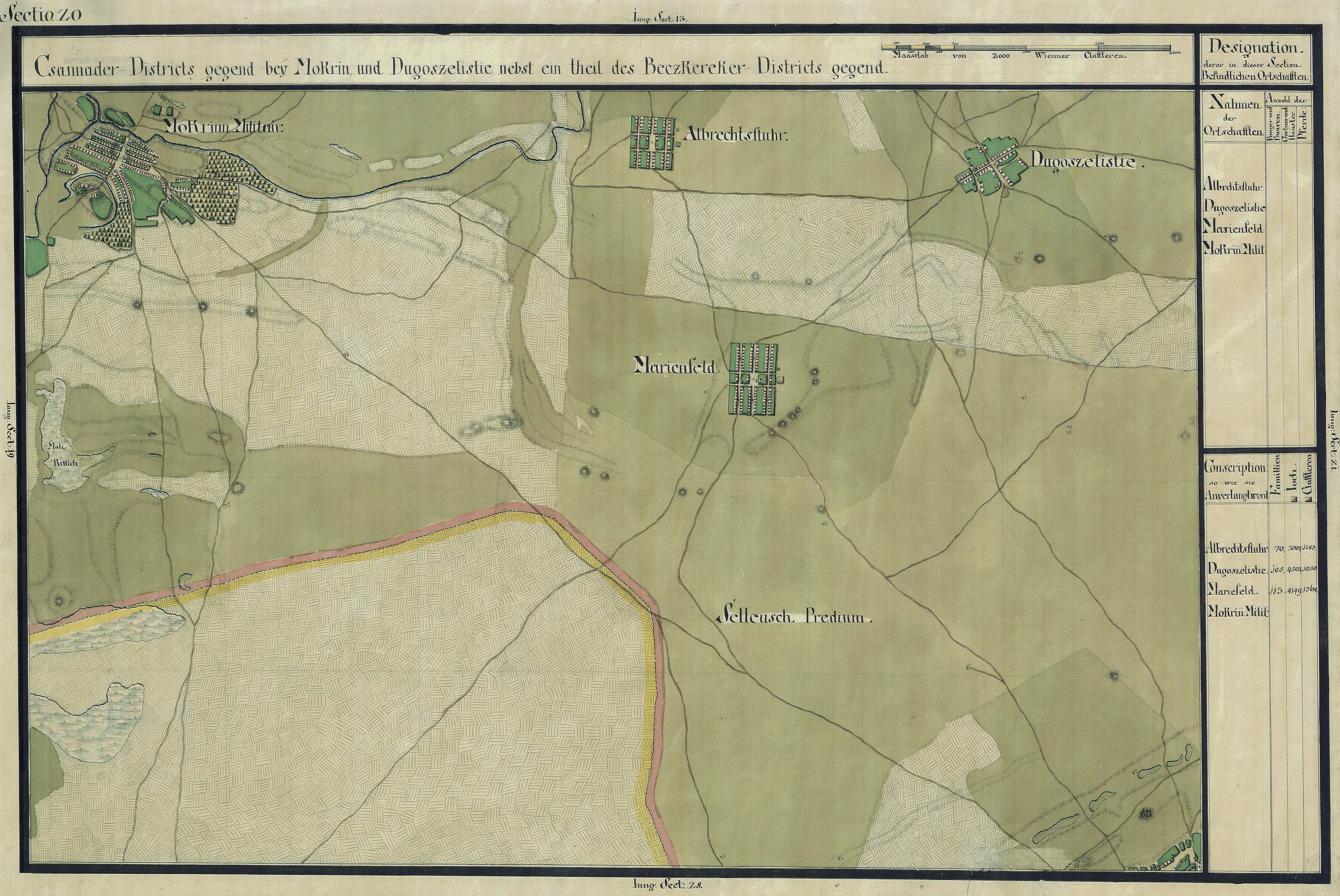
Marienfeld auf der Josephinischen Landaufnahme (1769–1772)

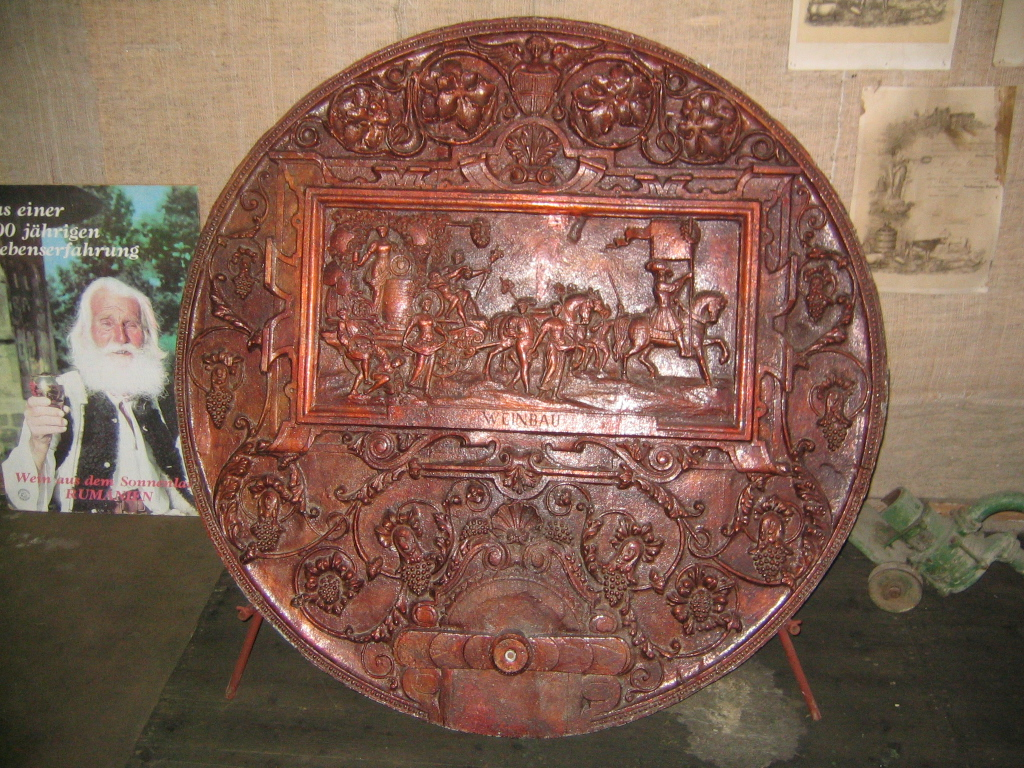
Ein geschnitztes Weinfass im Winzermuseum von Teremia Mare

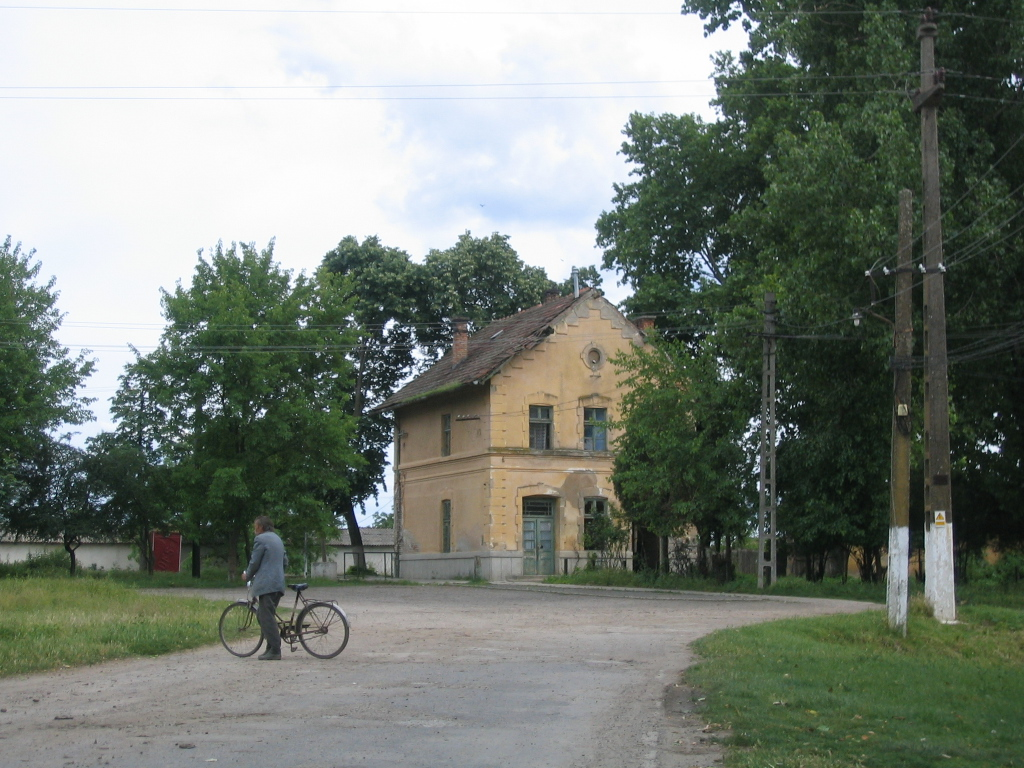
Der Bahnhof von Teremia Mare

Teremia Mare (deutsch Marienfeld, ungarisch Máriafölde) ist eine Gemeinde im Westen des Kreises Timiș, in der Region Banat, im Südwesten Rumäniens, an der Grenze zu Serbien. Zur Gemeinde Teremia Mare gehören die Dörfer Teremia Mică (3 km nordwestlich), und Nerău (4 km nördlich).

## Lage
Teremia Mare befindet sich am Drum național 59C, durch den der Ort mit Sânnicolau Mare (Groß-Sankt-Nikolaus, 17 km nördlich), und mit Jimbolia (Hatzfeld, 24 km östlich), verbunden ist. Desgleichen befindet sich Teremia Mare an der Bahnstrecke Timișoara – Nerău.

## Nachbarorte
| Dudeștii Vechi | Sânnicolau Mare                             | Tomnatic     |
| Mokrin         | Kompassrose, die auf Nachbargemeinden zeigt | Gottlob      |
| Kikinda        | Nakovo                                      | Comloșu Mare |

## Geschichte
Die Ortschaft wurde 1257 erstmals unter der Bezeichnung Villa Therimthelwk erwähnt. 1717 tritt der Ort unter der Bezeichnung Deremia in Erscheinung. Auf dem Prädium Teremi wurden zwischen 1769 und 1771 mit Albrechtsflor und Marienfeld zwei deutsche Gemeinden durch den zu dieser Zeit noch als subalterner Beamter tätigen Carl Samuel Neumann Edler von Buchholt angelegt. 1769–1770 wurden die römisch-katholische Kirche und die Schule errichtet. Die deutschen Ansiedler kamen aus Westfalen, aus Lothringen und aus dem Elsass. Es waren überwiegend Winzer. Sie brachten aus der angestammten Heimat die Kunst des Weinbaus mit. Die deutschen Ansiedler gaben dem Ort den Namen Marienfeld.
Am 4. Juni 1920 wurde das Banat infolge des Vertrags von Trianon dreigeteilt. Der größte, östliche Teil, zu dem auch Marienfeld gehörte, fiel an Rumänien.
Infolge des Waffen-SS Abkommens vom 12. Mai 1943 zwischen der Antonescu-Regierung und Hitler-Deutschland wurden alle deutschstämmigen wehrpflichtigen Männer in die deutsche Armee eingezogen. Noch vor Kriegsende, im Januar 1945, fand die Deportation aller volksdeutschen Frauen zwischen 18 und 30 Jahren und Männer im Alter von 16 bis 45 Jahren zur Aufbauarbeit in die Sowjetunion statt. Das Bodenreformgesetz vom 23. März 1945, das die Enteignung der deutschen Bauern in Rumänien vorsah, entzog der ländlichen Bevölkerung die Lebensgrundlage. Das Nationalisierungsgesetz vom 11. Juni 1948 sah die Verstaatlichung aller Industrie- und Handelsbetriebe, Banken und Versicherungen vor, wodurch alle Wirtschaftsbetriebe unabhängig von der ethnischen Zugehörigkeit enteignet wurden.
Da die Bevölkerung entlang der rumänisch-jugoslawischen Grenze von der rumänischen Staatsführung nach dem Zerwürfnis Stalins mit Tito und dessen Ausschluss aus dem Kominform-Bündnis als Sicherheitsrisiko eingestuft wurde, erfolgte am 18. Juni 1951 die Deportation „von politisch unzuverlässlichen Elementen“ in die Bărăgan-Steppe unabhängig von der ethnischen Zugehörigkeit. Die rumänische Führung bezweckte zugleich den einsetzenden Widerstand gegen die bevorstehende Kollektivierung der Landwirtschaft zu brechen. Als die Bărăganverschleppten 1956 heimkehrten, erhielten sie die 1945 enteigneten Häuser und Höfe zurückerstattet. Der Feldbesitz wurde jedoch kollektiviert.

## Wirtschaft
Teremia Mare ist eine Winzergemeinde und wegen seines hochwertigen Rotweins und Weinbrands, dem Marienfelder Cognac, bekannt. Der Weinbau und die Weinherstellung sind die wichtigsten Wirtschaftszweige in Marienfeld. Aber auch der Getreidebau und der Gemüsebau sind von wirtschaftlicher Bedeutung.
Bekannt wurde Marienfeld auch wegen des heilenden Thermalwassers, welches vor allem bei rheumatischen Beschwerden angewandt wird. Im Thermalbad werden auch Kuren unter ärztlicher Betreuung durchgeführt. Das Thermalbad wurde errichtet, nachdem man 1972 auf der Suche nach Erdöl auf eine Thermalquelle stieß.

## Ausstellungen und Museen
In Teremia Mare gibt es mehrere Museen und permanente Ausstellungen:
- der Marienfelder Weinkeller
- das Winzermuseum
- eine Gemäldeausstellung
- das Nichita-Stănescu-Museum
- eine Bildhauerausstellung

## Einwohner
1910 hatte Teremia Mare 2807 Einwohner, davon waren 47 Rumänen, 152 Ungarn, 2575 Deutsche und 33 Angehörige anderer Nationalitäten.
2002 lebten in Teremia Mare 2480 Personen, davon waren 2139 Rumänen, 207 Ungarn, 58 Deutsche und 76 andere.
2011 wurden in der Gemeinde Teremia Mare 4.019 Menschen registriert. 3.458 davon bezeichneten sich als Rumänen, 177 als Ungarn, 66 als Roma, 40 als Deutsche, 17 bezeichneten sich als Ukrainer, acht als Serben, vier als Bulgaren und restliche machten keine Angaben zu ihrer Ethnie.

## Persönlichkeiten
- Hansi Schmidt (1942–2023), Handballspieler